# Ljungsbro
Ljungsbro è un'area urbana della Svezia situata nel comune di Linköping, contea di Östergötland.
La popolazione risultante dal censimento 2010 era di 6 620 abitanti .